# Сузи, милая Сузи
«Сузи, милая Сузи» (нем. Suse, liebe Suse) — фильм 1974 года ГДР режиссёра Хорста Земана.

## Сюжет
Молодая девушка Сузи работает водителем самосвала на крупной строительной площадке, где работы ведутся совместно с СССР. Работа даётся ей нелегко, её не воспринимают всерьёз и у неё сложные отношения с окружающими.
У неё позади тяжёлая жизнь: была подкидышем, воспитывалась фермерами, рано вышла замуж, родила, и её подвёл Манн, отец её ребёнка. Он сидит в тюрьме за попытку сбежать на Запад, а после освобождения хочет снова жить с Сузи, но она отвергает его.
Мать-одиночка с тяжёлой работой пытается построить свою жизнь и найти женской счастье.
Ей интересен советский инженер Борис, но он, по-видимому, не для неё, так как он никогда не может вспомнить её при их случайных встречах на стройке.
На одном из вечеров танцев она наконец-то знакомится с Борисом ближе, но тут возникает другая проблема — ей предлагают поехать на учёбу на шесть месяцев в СССР. Сбудется ли её любовь к Борису, неизвестно…

Путь развития молодой женщины до квалифицированной работницы, её поиски счастья и большой любви прослеживает Х. Земан в фильме «Сузи, милая Сузи».

## В ролях
- Траудль Куликовски — Сузи
- Джекки Шварц — Манн
- Борис Зайденберг — Борис
- Вилли Шраде — Эдди
- Герхард Бинерт — Хермс
- Лев Дуров — Семён
- Ирина Кириченко — жена Семёна
- Леон Немчик — секретарь ячейки партии
- Фред Дельмаре — охранник

и другие.
В сцене с танцплощадкой в роли певицы — певица Вероника Фишер.

## Съёмки
Место съёмок — город Штральзунд.